# La Roche-Canillac
Pour les articles homonymes, voir La Roche.
La Roche-Canillac (La Ròcha Canilhac en occitan) est une commune française située dans le département de la Corrèze en région Nouvelle-Aquitaine.

## Géographie
Commune du Massif central traversée par le Doustre.

### Communes limitrophes

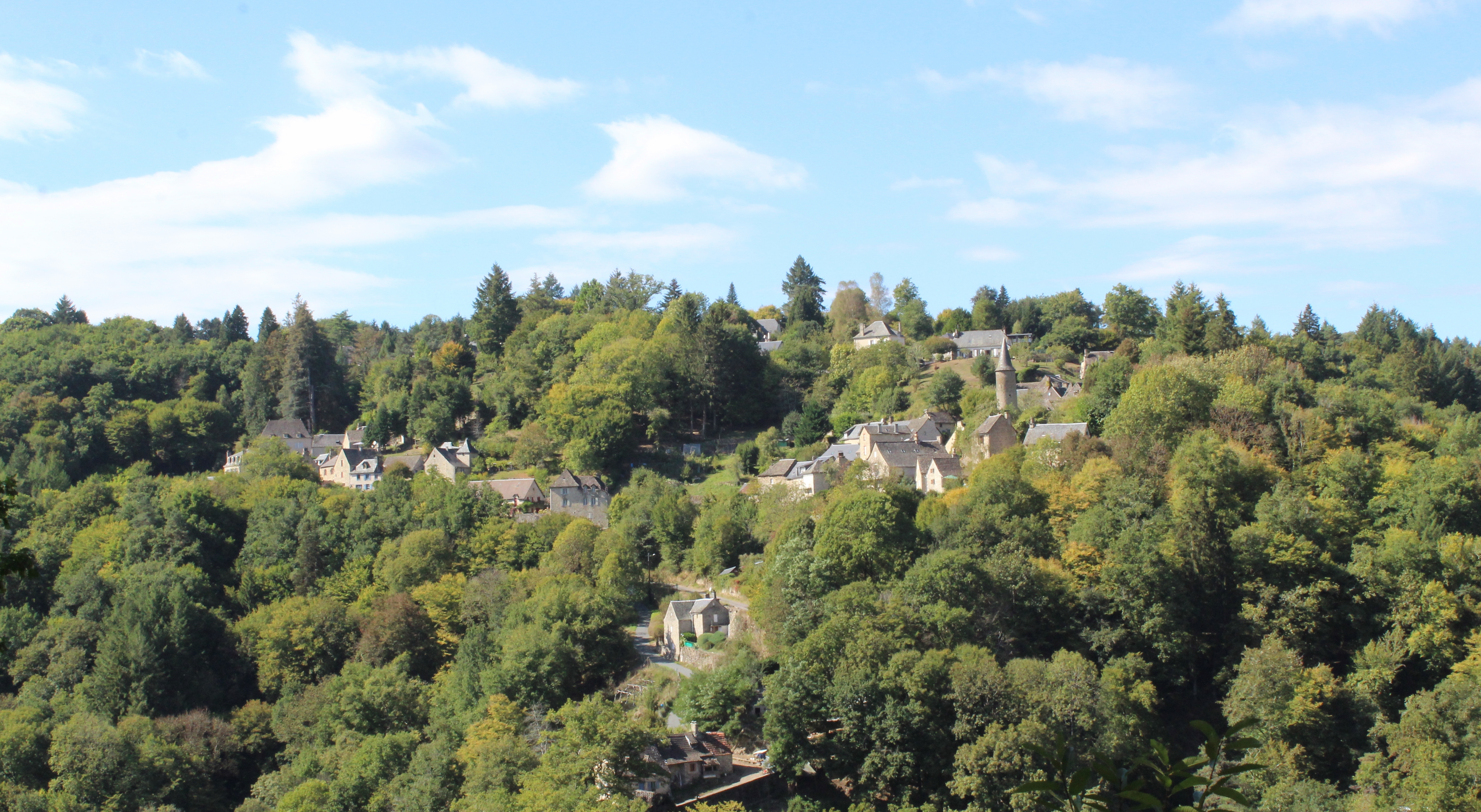
Panorama du village, la Roche Haute et la Roche Basse nichées au milieu de la verdure.

Les communes limitrophes sont  Champagnac-la-Prune, Gros-Chastang, Gumond et Saint-Martin-la-Méanne.

### Climat
Pour des articles plus généraux, voir Climat de la Nouvelle-Aquitaine et Climat de la Corrèze.
Historiquement, la commune est exposée à un climat montagnard.  
En 2020, Météo-France publie une typologie des climats de la France métropolitaine dans laquelle la commune est exposée à un climat de montagne et est dans la région climatique  Ouest et nord-ouest du Massif Central, caractérisée par une pluviométrie annuelle de 900 à 1 500 mm, maximale en automne et en hiver.
Pour la période 1971-2000, la température annuelle moyenne est de 11,4 °C, avec  une amplitude thermique annuelle de 15,4 °C. Le cumul annuel moyen de précipitations est de 1 223 mm, avec 13,6 jours de précipitations en janvier et 7,9 jours en juillet. Pour la période 1991-2020, la température moyenne annuelle observée sur la station météorologique la plus proche, située sur la commune de Marcillac-la-Croisille à 10 km à vol d'oiseau, est de 10,8 °C et le cumul annuel moyen de précipitations est de 1 318,8 mm,. Pour l'avenir, les paramètres climatiques de la commune estimés pour 2050 selon différents scénarios d’émission de gaz à effet de serre sont consultables sur un site dédié publié par Météo-France en novembre 2022.

## Urbanisme

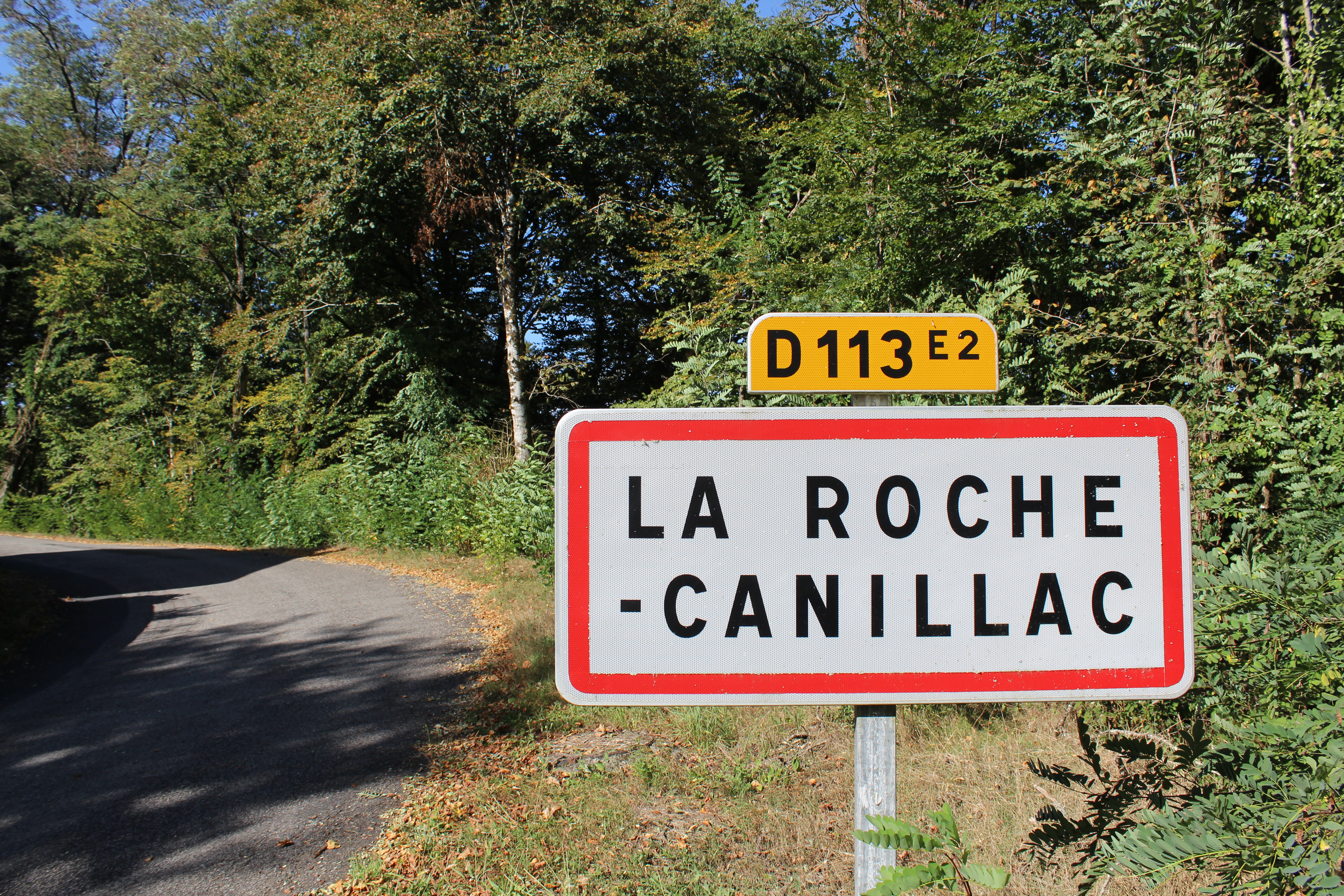
Entrée du village.

### Typologie
Au 1er janvier 2024, La Roche-Canillac est catégorisée commune rurale à habitat dispersé, selon la nouvelle grille communale de densité à 7 niveaux définie par l'Insee en 2022.
Elle est située hors unité urbaine et hors attraction des villes,.

### Occupation des sols
L'occupation des sols de la commune, telle qu'elle ressort de la base de données européenne d’occupation biophysique des sols Corine Land Cover (CLC), est marquée par l'importance des forêts et milieux semi-naturels (67,5 % en 2018), une proportion identique à celle de 1990 (67,5 %). La répartition détaillée en 2018 est la suivante : 
forêts (67,5 %), prairies (24,5 %), zones urbanisées (8 %).
L'évolution de l’occupation des sols de la commune et de ses infrastructures peut être observée sur les différentes représentations cartographiques du territoire : la carte de Cassini (XVIIIe siècle), la carte d'état-major (1820-1866) et les cartes ou photos aériennes de l'IGN pour la période actuelle (1950 à aujourd'hui).

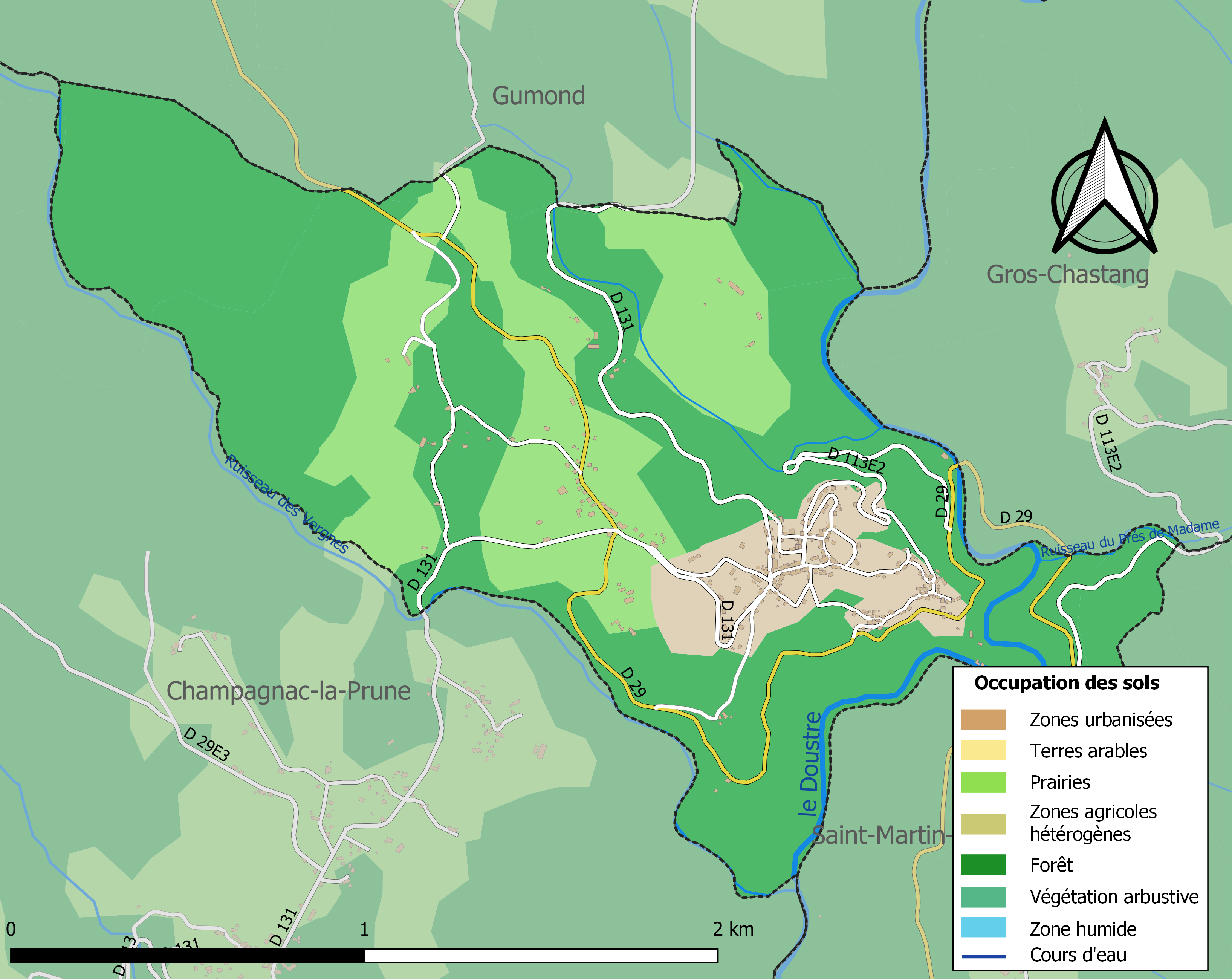
Carte des infrastructures et de l'occupation des sols de la commune en 2018 (CLC).

### Risques majeurs
Le territoire de la commune de La Roche-Canillac est vulnérable à différents aléas naturels : météorologiques (tempête, orage, neige, grand froid, canicule ou sécheresse), feux de forêts et séisme (sismicité très faible). Il est également exposé à un risque technologique, la rupture d'un barrage, et à un risque particulier : le risque de radon. Un site publié par le BRGM permet d'évaluer simplement et rapidement les risques d'un bien localisé soit par son adresse soit par le numéro de sa parcelle.

#### Risques naturels

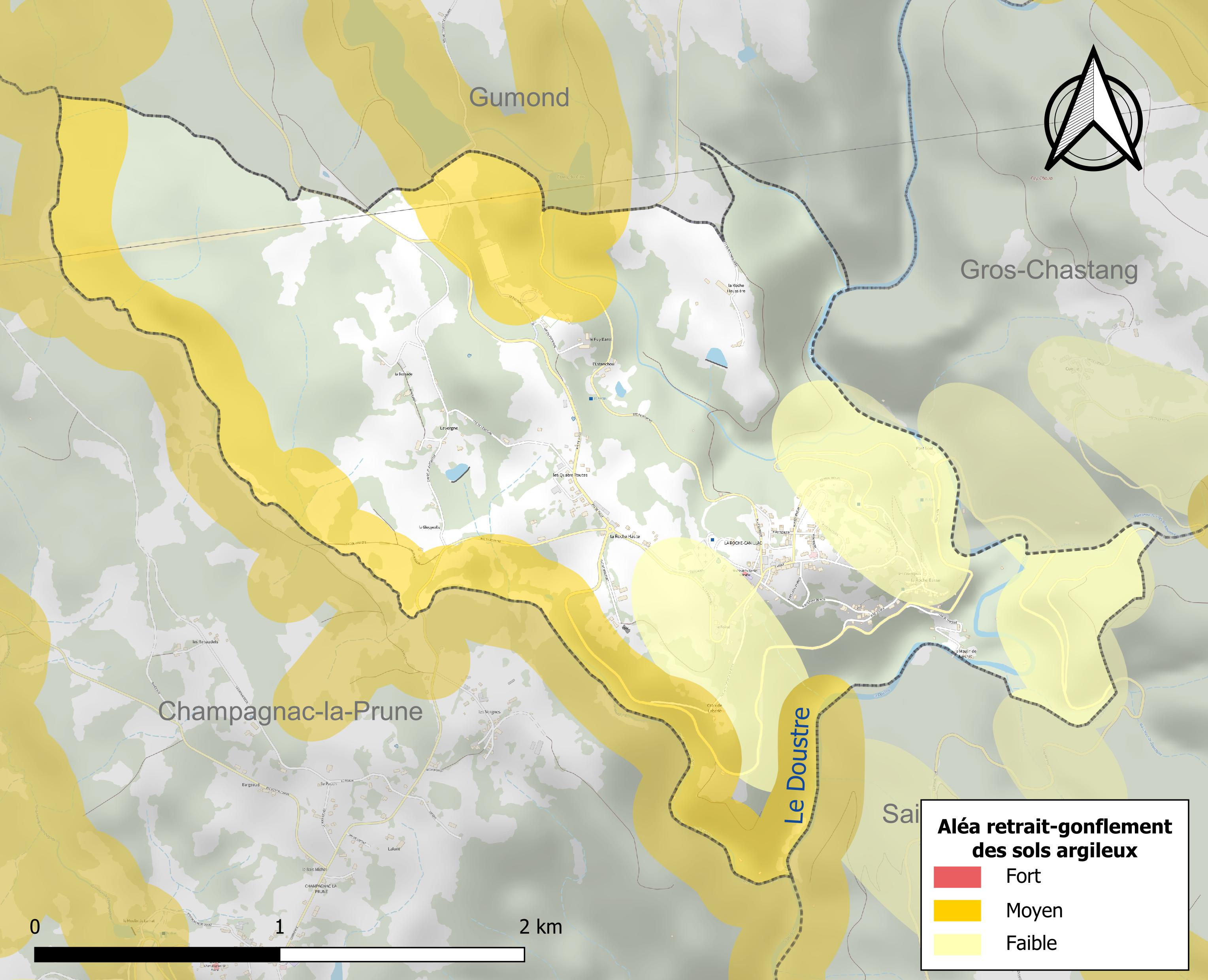
Carte des zones d'aléa retrait-gonflement des sols argileux de La Roche-Canillac.

Le retrait-gonflement des sols argileux est susceptible d'engendrer des dommages importants aux bâtiments en cas d’alternance de périodes de sécheresse et de pluie. 24,7 % de la superficie communale est en aléa moyen ou fort (26,8 % au niveau départemental et 48,5 % au niveau national). Sur les 182 bâtiments dénombrés sur la commune en 2019, quatre sont en aléa moyen ou fort, soit 2 %, à comparer aux 36 % au niveau départemental et 54 % au niveau national. Une cartographie de l'exposition du territoire national au retrait gonflement des sols argileux est disponible sur le site du BRGM,.
Concernant les feux de forêt, aucun plan de prévention des risques incendie de forêt (PPRIF) n’a été établi en Corrèze, néanmoins le code de l’urbanisme impose la prise en compte des risques dans les documents d’urbanisme. Le périmètre des servitudes d'utilité publique et des zones d'obligation légale de débroussaillement pour les particuliers est quant à lui défini pour la commune dans une carte dédiée. 
La commune a été reconnue en état de catastrophe naturelle au titre des dommages causés par les inondations et coulées de boue survenues en 1982 et 1999. Concernant les mouvements de terrains, la commune a été reconnue en état de catastrophe naturelle au titre des dommages causés par des mouvements de terrain en 1999.

#### Risques technologiques
La commune est en outre située en aval du barrage de Marcillac, un ouvrage de classe A disposant d'une retenue de 31 millions de mètres cubes. À ce titre elle est susceptible d’être touchée par l’onde de submersion consécutive à la rupture de cet ouvrage.

#### Risque particulier
Dans plusieurs parties du territoire national, le radon, accumulé dans certains logements ou autres locaux, peut constituer une source significative d’exposition de la population aux rayonnements ionisants. Certaines communes du département sont concernées par le risque radon à un niveau plus ou moins élevé. Selon la classification de 2018, la commune de La Roche-Canillac est classée en zone 3, à savoir zone à potentiel radon significatif. 

## Politique et administration

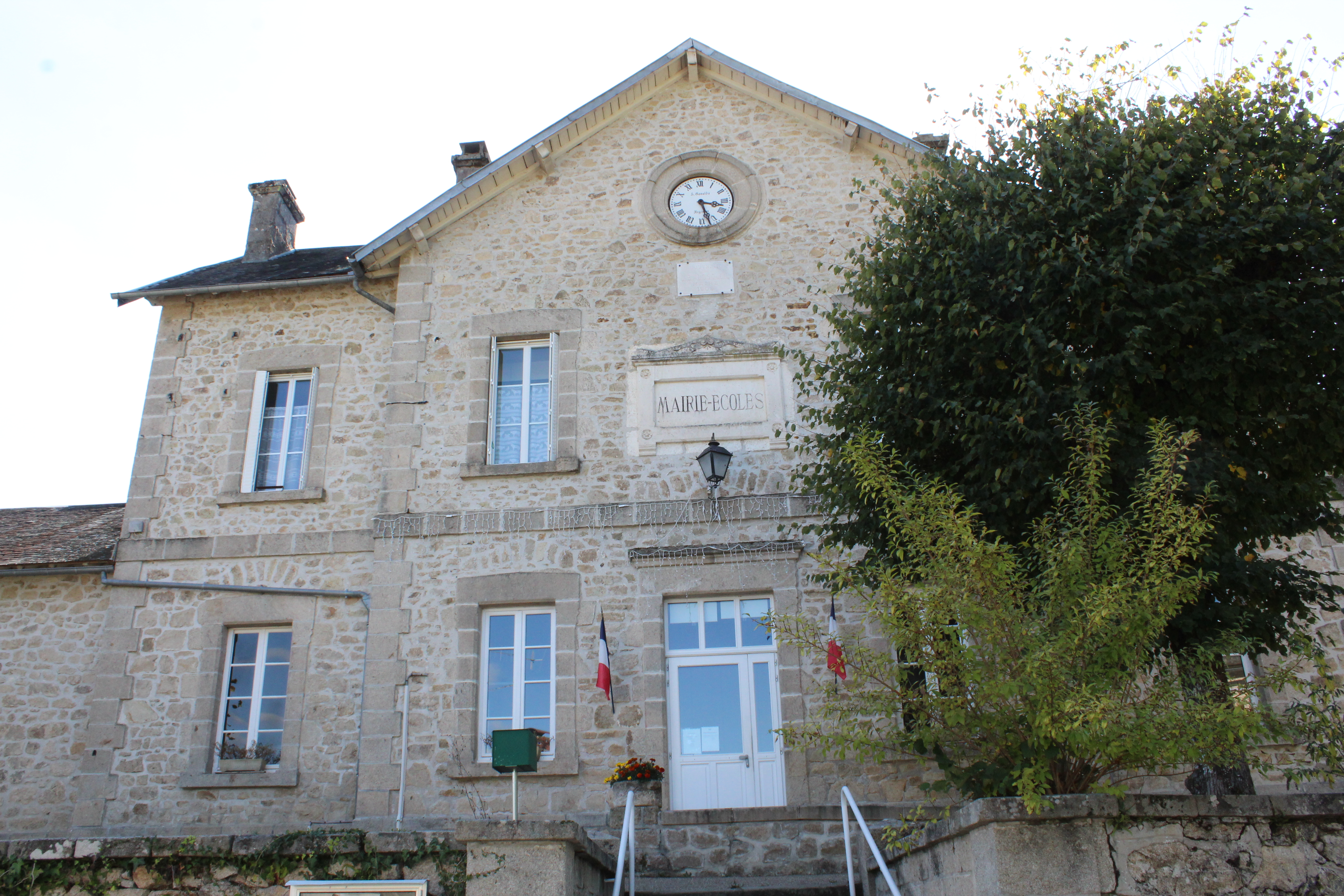
La mairie.

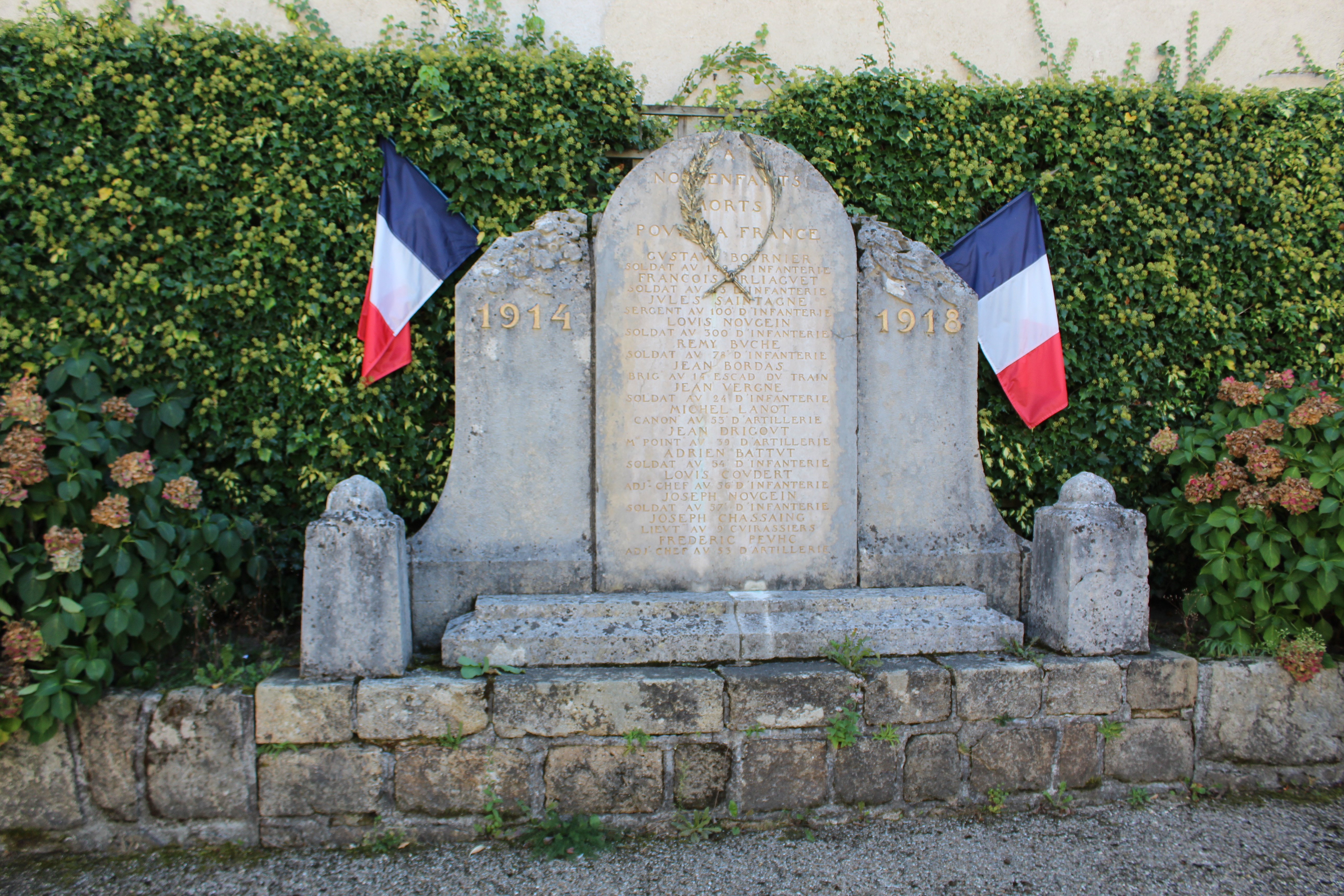
Le monument aux morts.

## Histoire
Voir l'article Hugues de la Roche.

## Démographie
| 1793 | 1800 | 1806 | 1821 | 1831 | 1836 | 1841 | 1846 | 1851 |
| ---- | ---- | ---- | ---- | ---- | ---- | ---- | ---- | ---- |
| 519  | 375  | 376  | 460  | 450  | 429  | 404  | 457  | 470  |

| 1856 | 1861 | 1866 | 1872 | 1876 | 1881 | 1886 | 1891 | 1896 |
| ---- | ---- | ---- | ---- | ---- | ---- | ---- | ---- | ---- |
| 574  | 523  | 542  | 503  | 505  | 515  | 515  | 533  | 504  |

| 1901 | 1906 | 1911 | 1921 | 1926 | 1931 | 1936 | 1946 | 1954 |
| ---- | ---- | ---- | ---- | ---- | ---- | ---- | ---- | ---- |
| 505  | 503  | 502  | 425  | 508  | 511  | 515  | 380  | 329  |

| 1962 | 1968 | 1975 | 1982 | 1990 | 1999 | 2005 | 2006 | 2010 |
| ---- | ---- | ---- | ---- | ---- | ---- | ---- | ---- | ---- |
| 315  | 282  | 214  | 185  | 186  | 164  | 173  | 178  | 157  |

| 2015 | 2020 | 2022 | - | - | - | - | - | - |
| ---- | ---- | ---- | - | - | - | - | - | - |
| 150  | 127  | 127  | - | - | - | - | - | - |

## Culture locale et patrimoine

### Lieux et monuments

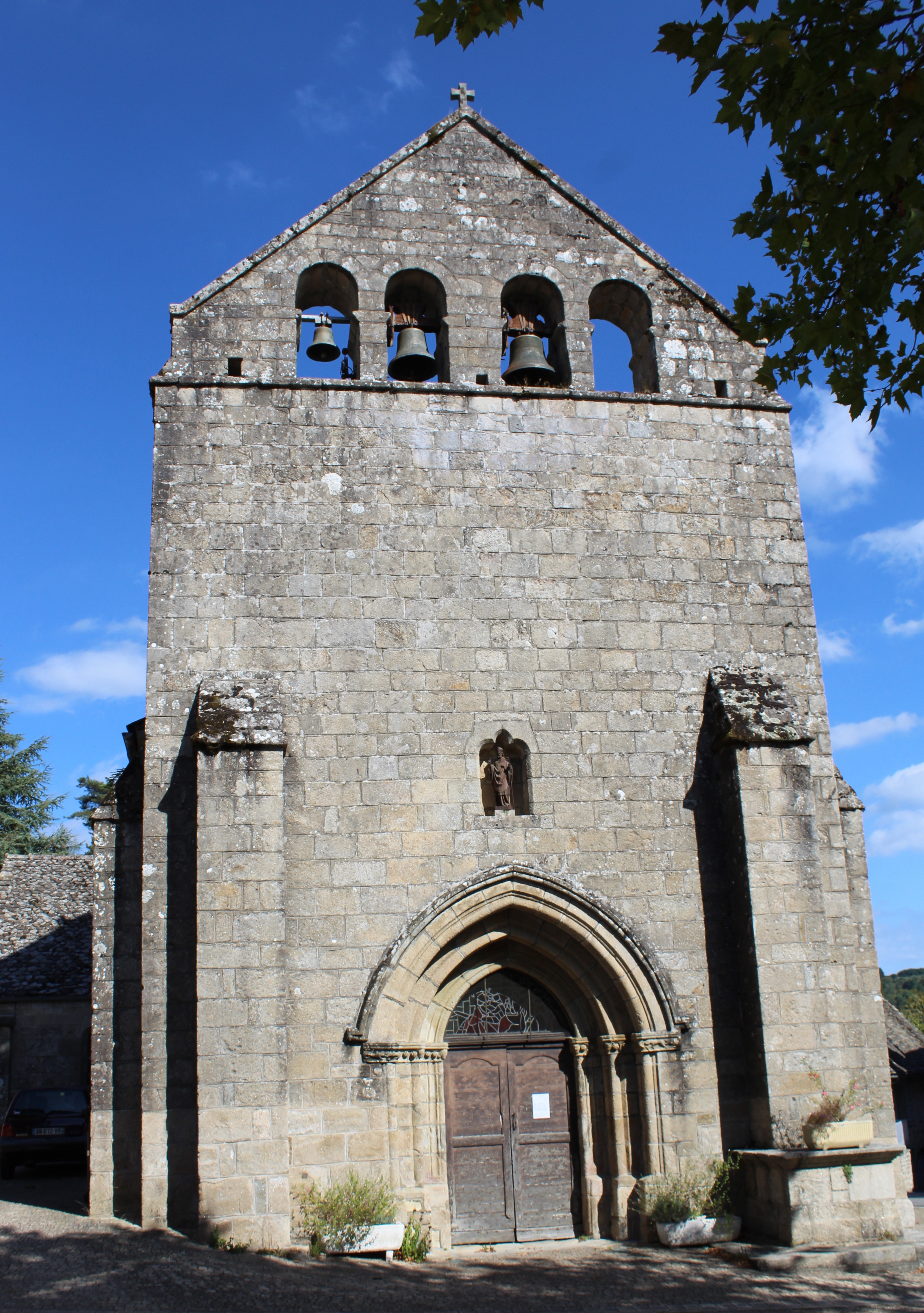
L'église Saint-Maur.

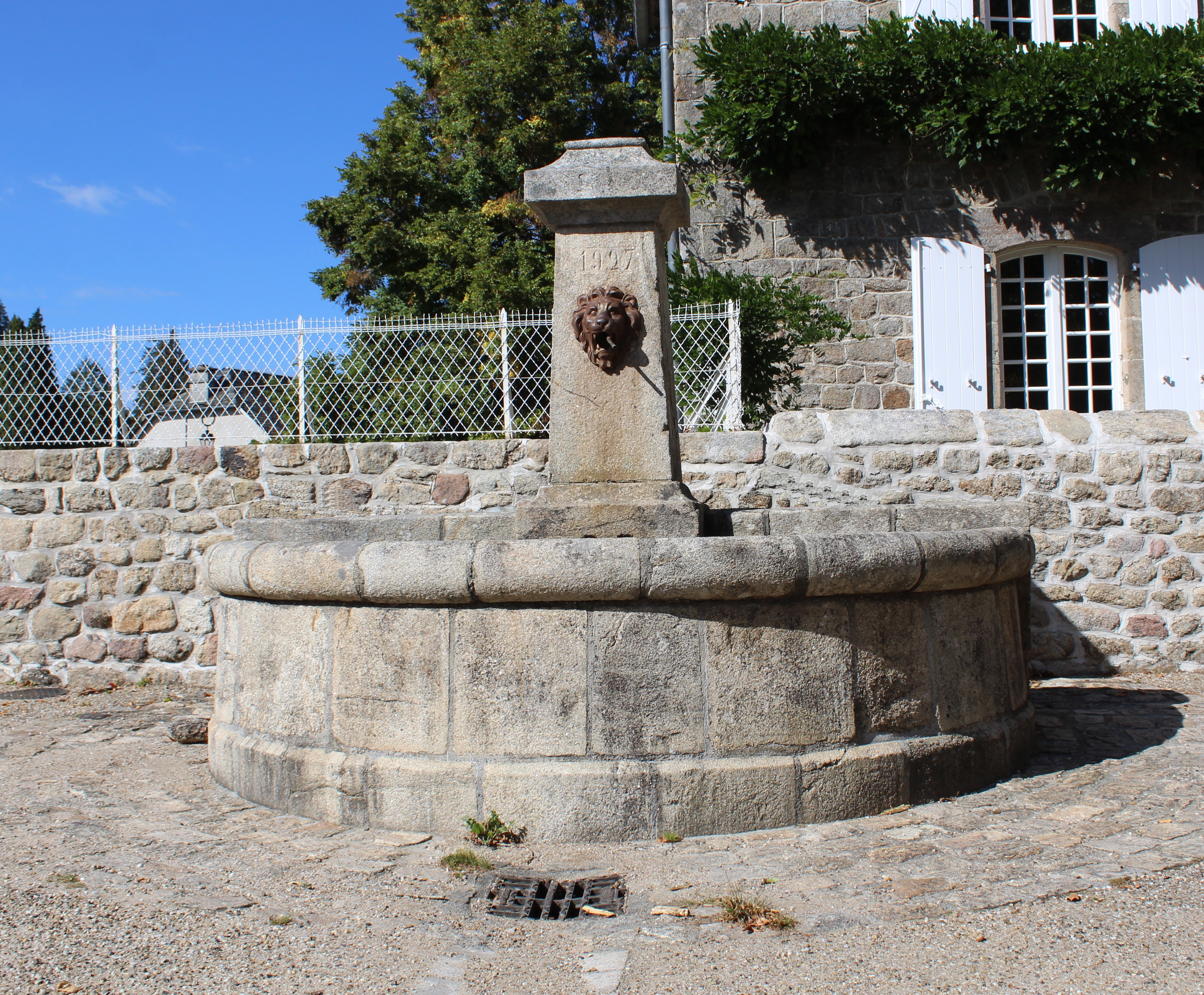
La fontaine de l'église.

- L'église Saint-Maur XIVe siècle, inscription aux monuments historiques par arrêté du 26 mars 1969, propriété de la commune.

La Roche Haute
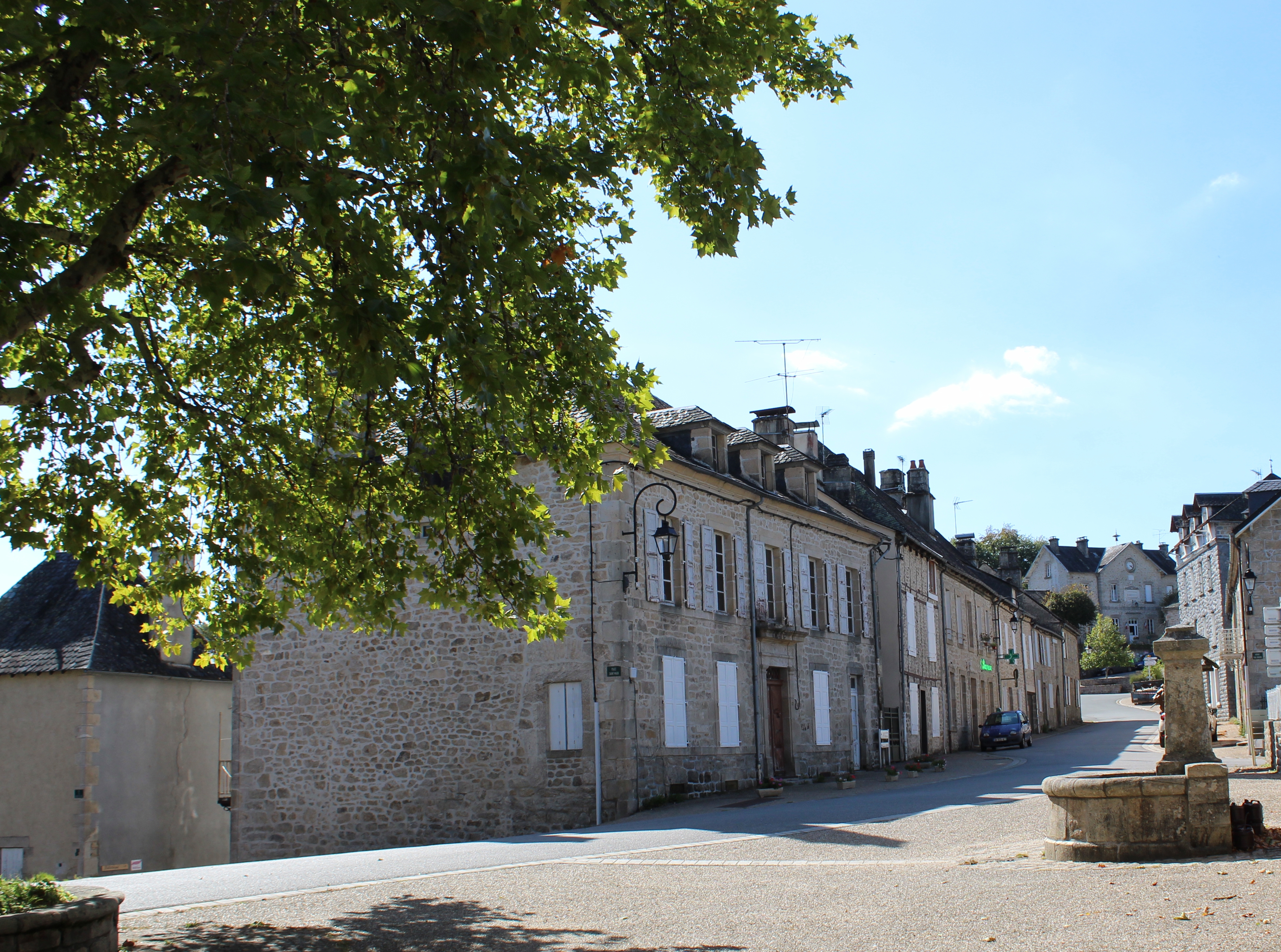
La rue Saule.
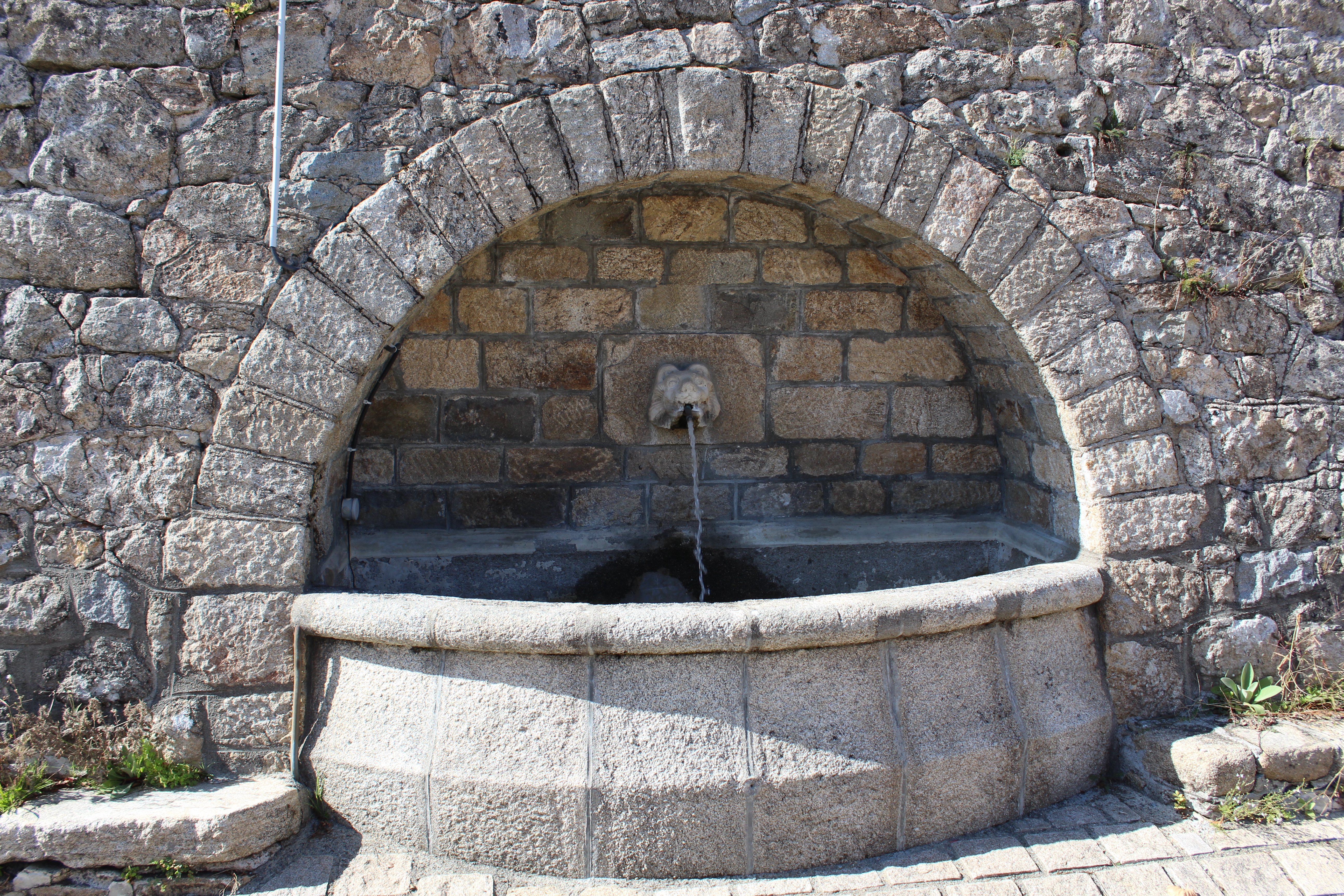
La fontaine de la place.
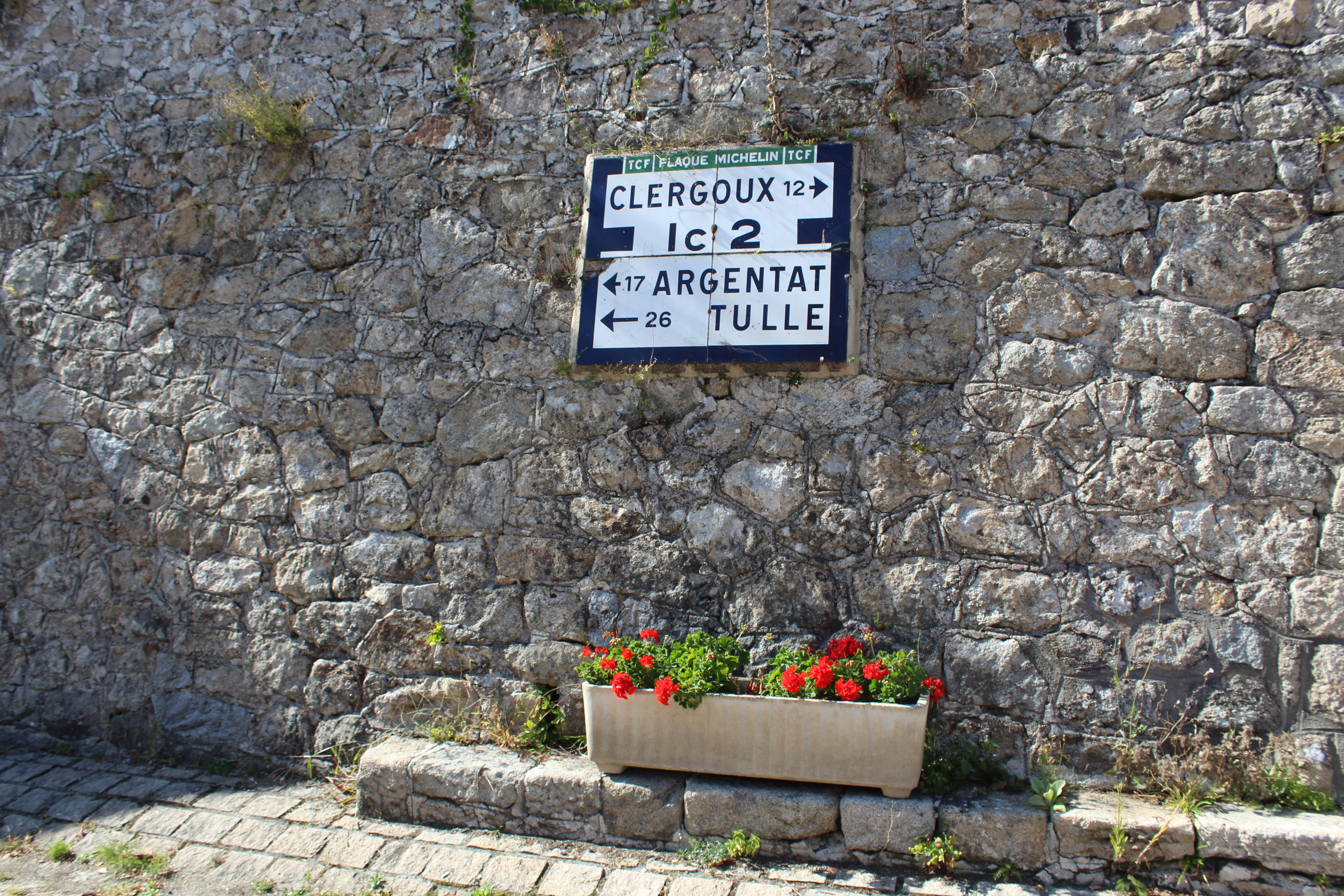
Plaque Michelin des années 1930 sur la place de la fontaine.
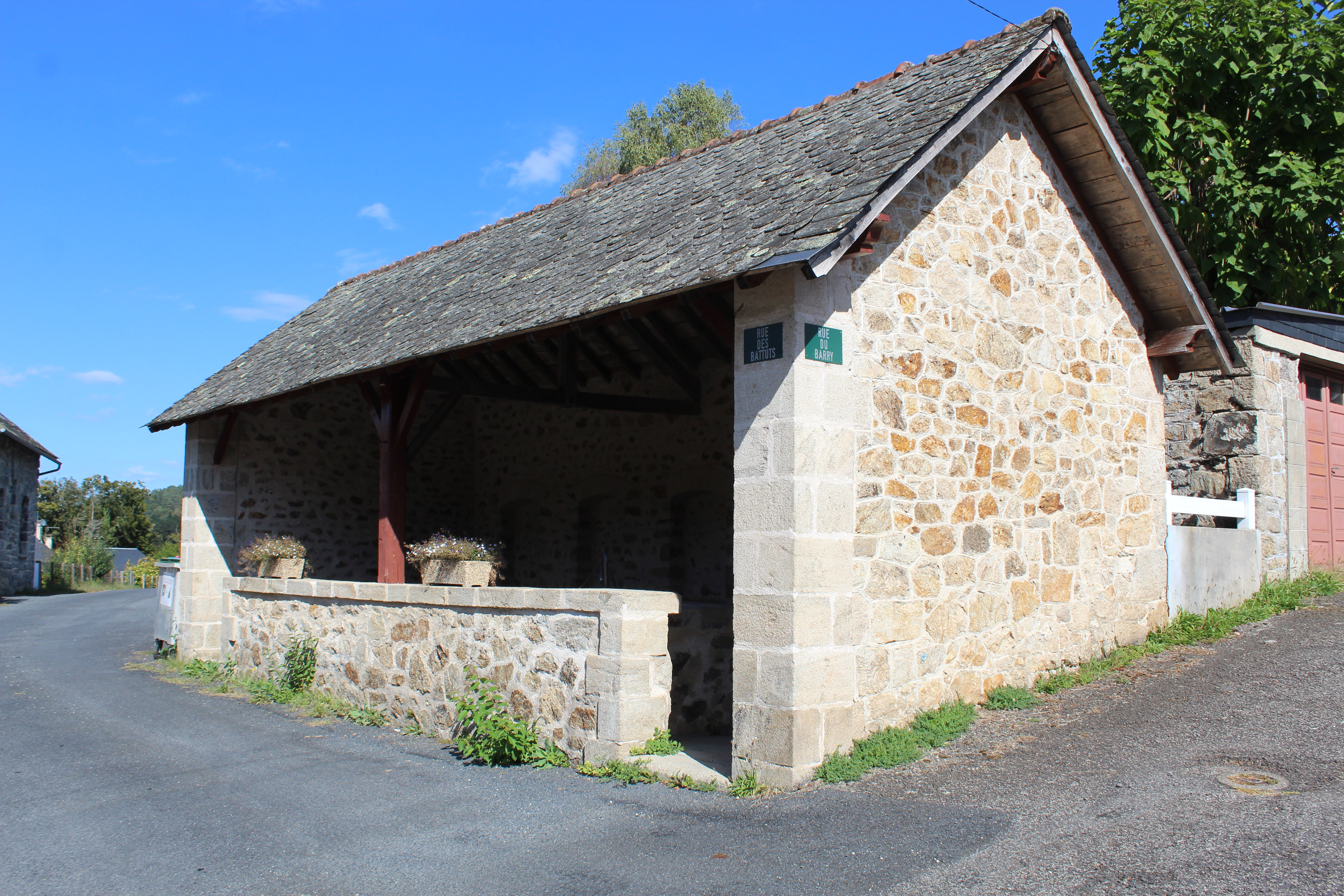
Un lavoir.

La Roche Basse
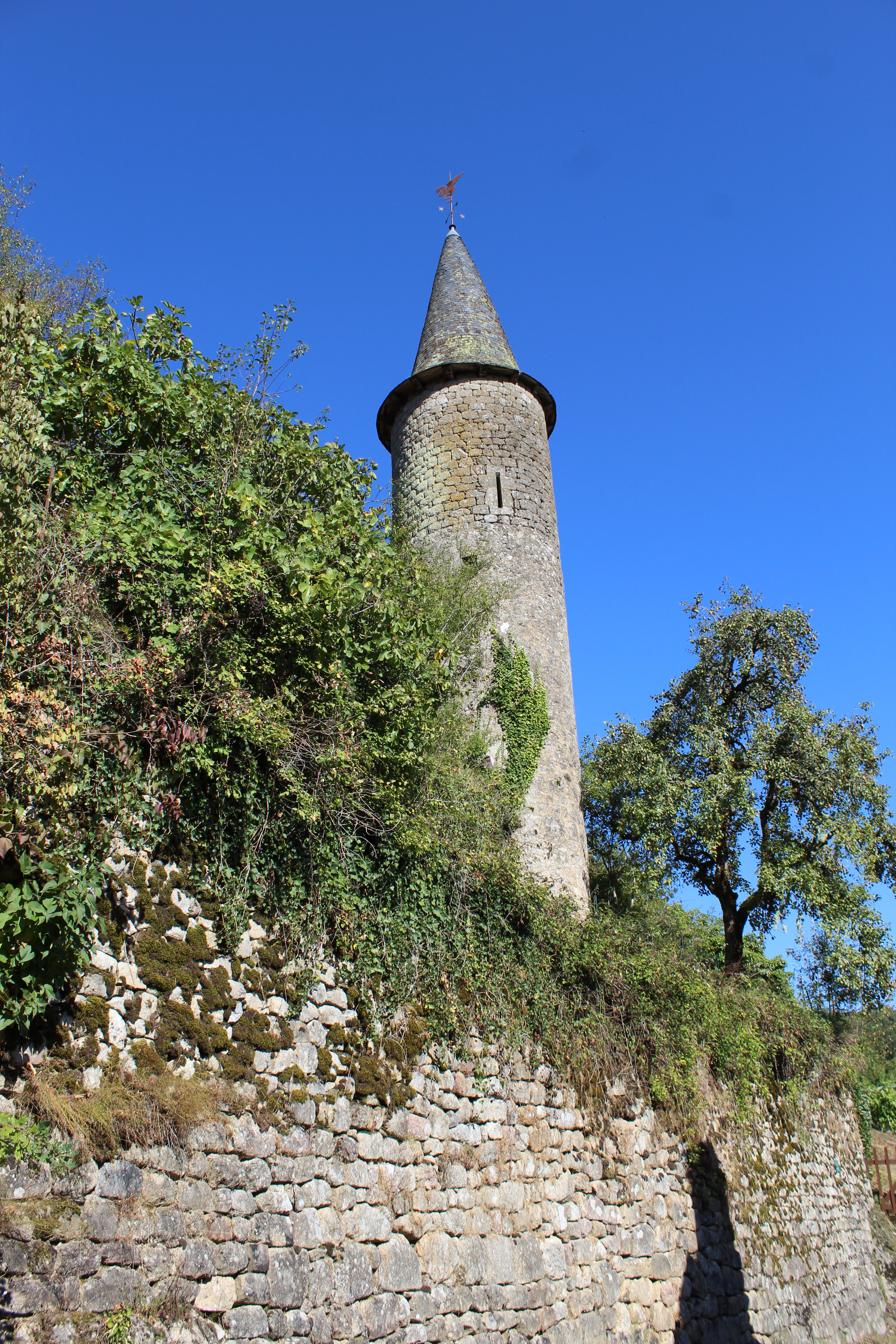
La tour de Canillac.
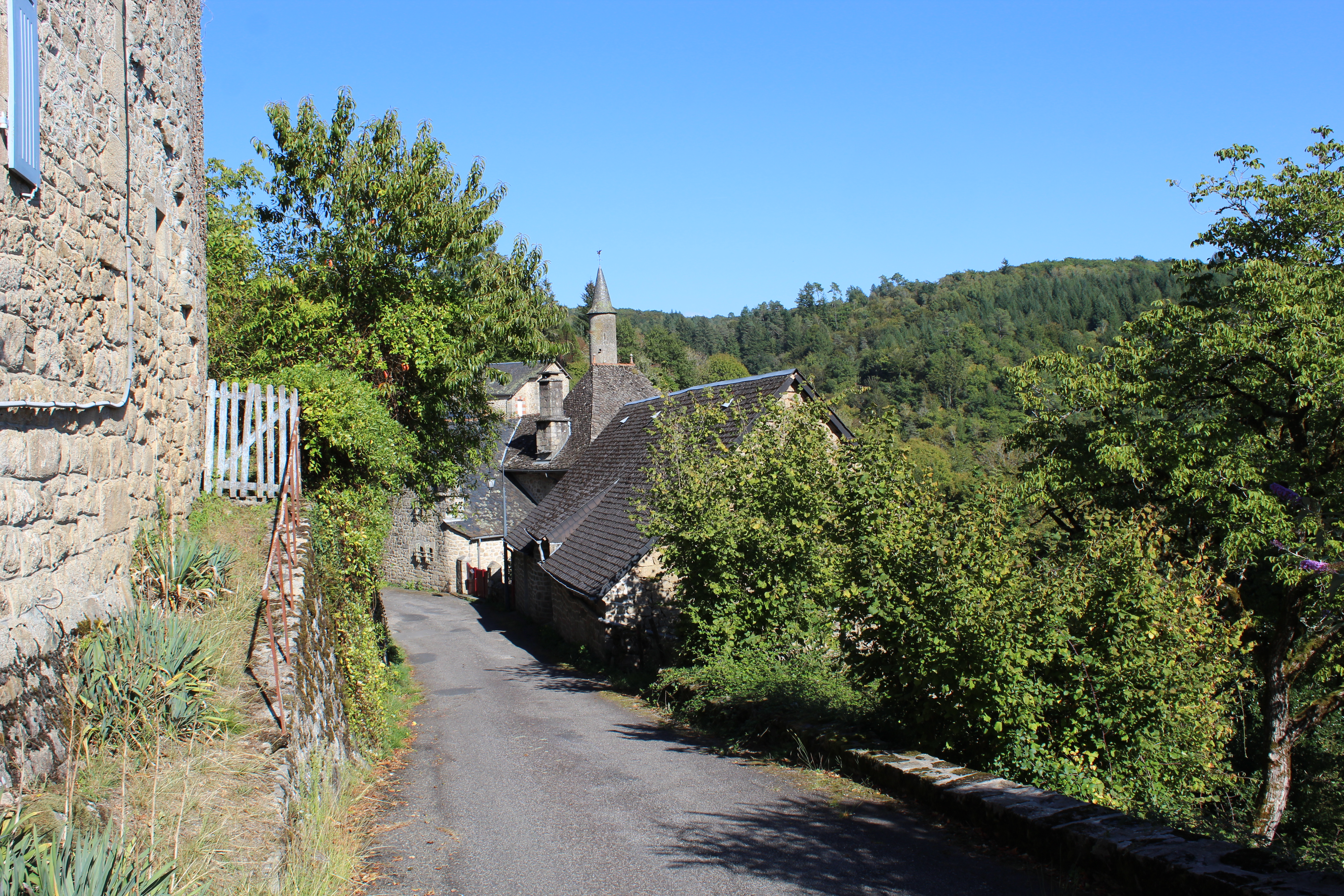
Descente vers la Roche Basse.
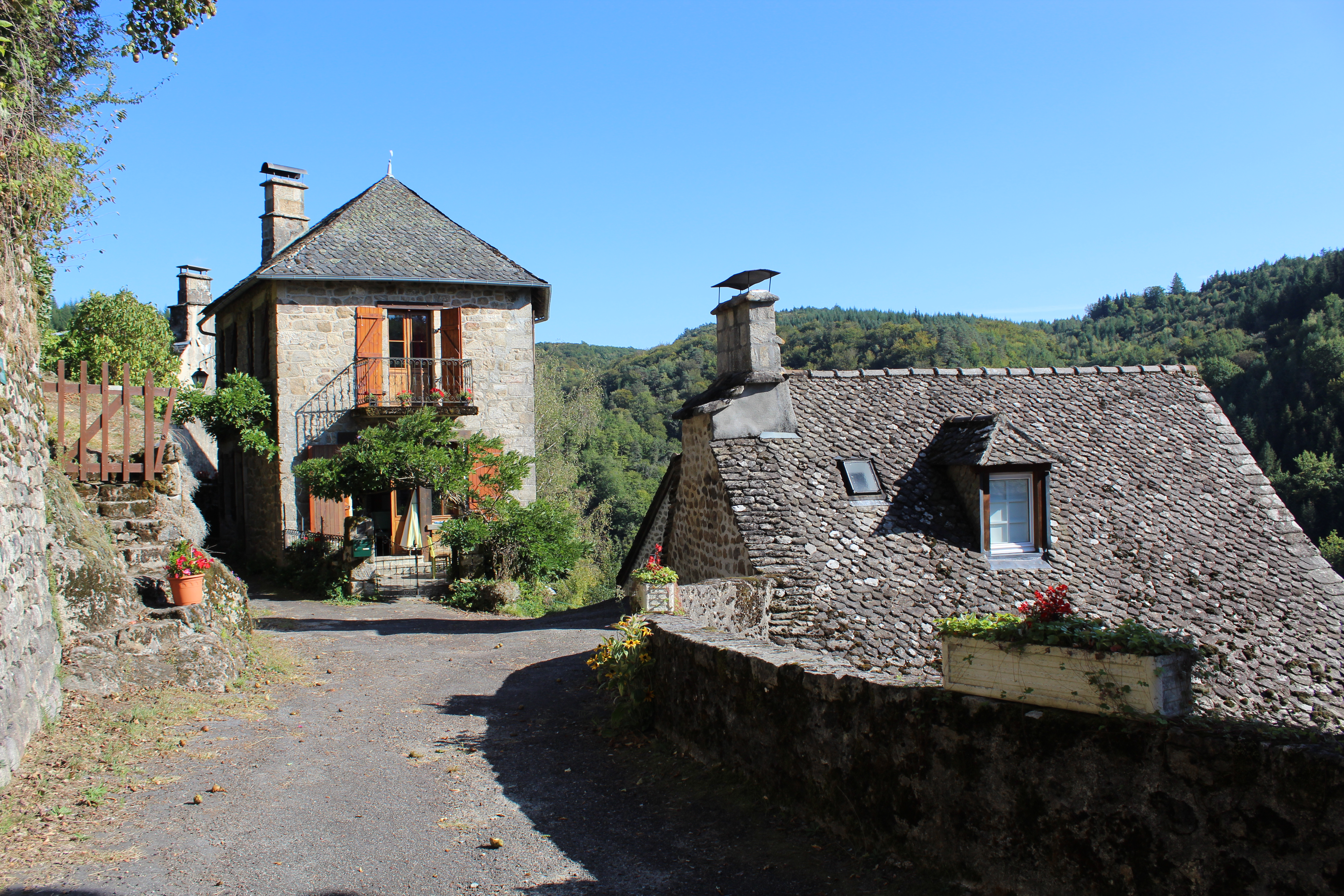
Entrée.
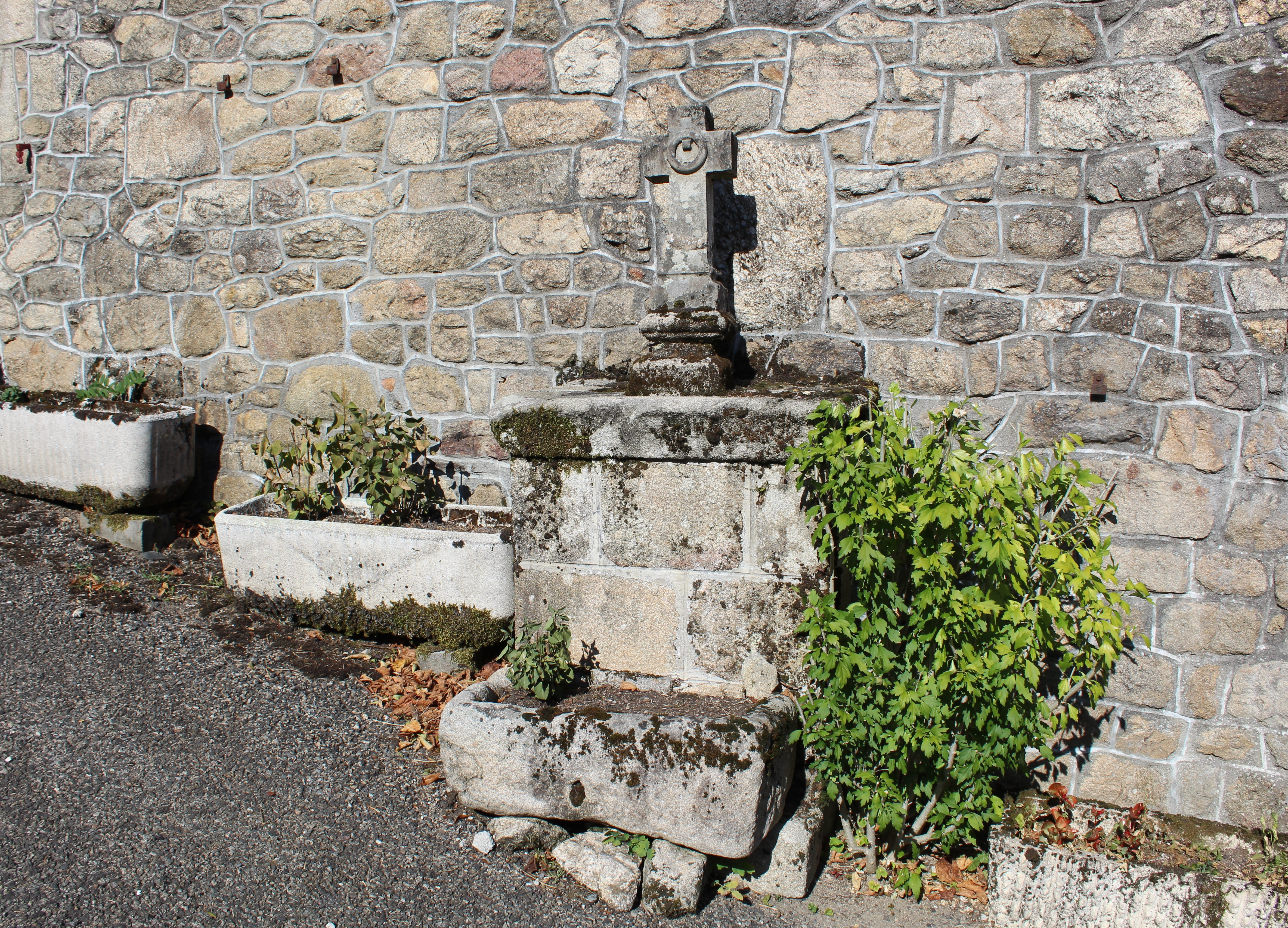
Croix latine en granite sur la place Lafond de Saint-Mür.

### Personnalités liées à la commune
- Jean-Paul Michel, né en 1948 à La Roche-Canillac, poète, critique littéraire et éditeur français.
- Guy Lafond de Saint-Mur, né (1817) et mort (1898) à La Roche-Canillac, homme politique français.

### Héraldique
| Blason de Roche-Canillac (La) | Blason  | Parti : au 1er de gueules à trois fasces ondées d'argent, au 2e d'azur au lévrier rampant d'argent armé et colleté de gueules, à la bordure denticulée d'argent. |
| Blason de Roche-Canillac (La) | Détails | Le statut officiel du blason reste à déterminer. |

## Pour approfondir